# Швабе, Людвиг

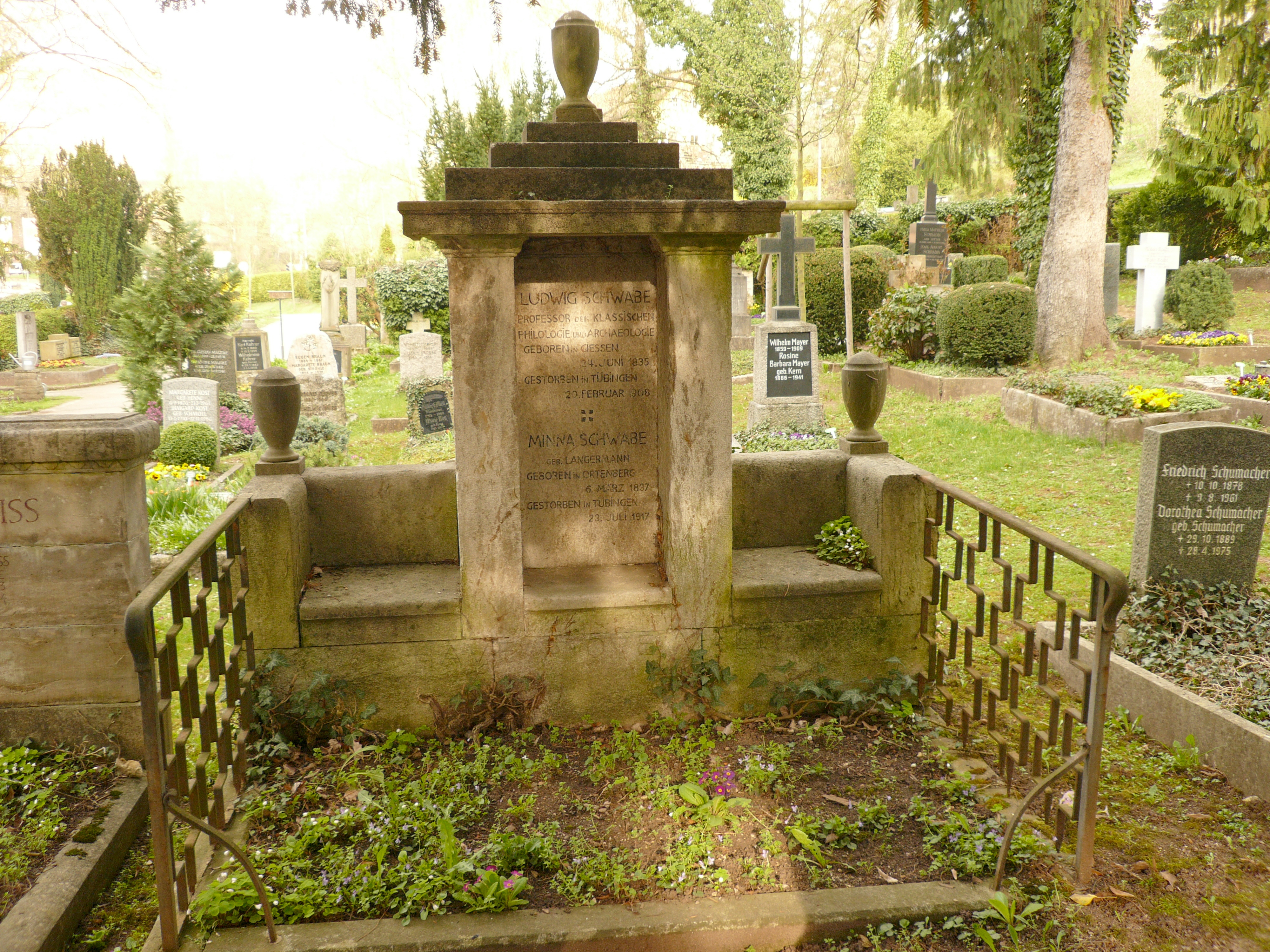
Памятник на могиле Людвига Швабе на Тюбингенском городском кладбище

Людвиг фон Шва́бе (нем. Ludwig von Schwabe; 24 июня 1835, Гисен — 20 февраля 1908, Тюбинген) — немецкий филолог и археолог. Профессор классической филологии в университетах Гиссена, Дерпта и Тюбингена.

## Биография
Швабе изучал классическую филологию и археологию в Гиссенском и Гёттингенском университетах, в 1857 году защитил докторскую диссертацию, получил звание доцента в 1859 году. Работал приват-доцентом и в 1863 году получил звание экстраординарного профессора Гиссенского университета. В конце 1863 году принял приглашение Дерптского университета, где являлся ординарным профессором классической филологии. В 1865 году возглавил университетскую библиотеку, в 1865 году был назначен деканом. В 1872 году Швабе получил звание ординарного профессора классической филологии и заведующего кафедрой классической археологии в Тюбингенском университете.

## Труды
- «De deminutivis graecis et latinis» (Гиссен, 1859)
- «Quaestiones Catullianae» (1862)
- «De Musaeo Nonni imitatore» (Тюбинген, 1876)
- «Geschichte der römischer Litteratur» (Лейпциг, 1881)